# Elezioni regionali nelle Marche del 2020
Le elezioni regionali del 2020 nelle Marche si sono tenute il 20 e 21 settembre e hanno determinato la vittoria di Francesco Acquaroli, della coalizione di centro-destra composta da Lega, Fratelli d'Italia, Forza Italia e Unione di Centro.
Il 30 settembre 2020, alle 17 la Corte d'Appello delle Marche ha proceduto alla proclamazione degli eletti alla Presidenza della Giunta regionale e al Consiglio regionale.

## Candidati
I candidati alla Presidenza della Regione Marche con le rispettive liste a sostegno nelle varie provincie della regione sono:
- Francesco Acquaroli, deputato ed ex sindaco di Potenza Picena, sostenuto da una coalizione di centrodestra  composta da: Lega, Fratelli d'Italia, Udc-Popolari Marche, Forza Italia (in lista con i Civici per le Marche) e dalle liste civiche "Civitas Civici" e "Movimento per le Marche" (lista che include ex esponenti del M5S ed alcuni candidati del PRI[3] e del Fronte Verde-Ecologisti Confederati[4]);
- Sabrina Banzato, sostenuta da Vox Italia[5];
- Alessandra Contigiani, sostenuta da "Riconquistare l'Italia"[6];
- Anna Rita Iannetti, sostenuta dal Movimento 3V - Libertà di Scelta[7].
- Roberto Mancini, sostenuto dalla lista "Dipende da Noi", appoggiata da Sinistra Italiana e Rifondazione Comunista[8][9];
- Maurizio Mangialardi, sindaco di Senigallia, sostenuto da una coalizione composta da: Partito Democratico, "Italia Viva-Partito Socialista Italiano-Democrazia Solidale-Civici Marche", "Marche Coraggiose" (lista progressista composta da Articolo Uno, Italia in Comune e da alcuni dissidenti del M5S[10]), "Rinasci Marche" (cartello elettorale che racchiude +Europa, i Verdi e i civici di Uniti per le Marche[11]), "Le Nostre Marche e Il Centro con Mangialardi" (formazione centrista nata dall'unione tra Presenza Popolare, il movimento civico Le Nostre Marche e altre componenti minori di estrazione cristiano-democratica[12]) e, infine, "Lista Mangialardi Presidente" (lista civica del presidente che ospita al suo interno anche alcuni candidati di Azione[13] e del MRE[14]);
- Gian Mario Mercorelli, consigliere comunale di Tolentino, sostenuto dal Movimento 5 Stelle[15];
- Fabio Pasquinelli, sostenuto dalla lista elettorale "Comunista!", che raggruppa il Partito Comunista Italiano e il Partito Comunista[16][17].

## Risultati
|                                           | Francesco Acquaroli ✔️ Presidente | 361 186               | 49,13 | Lega per Salvini Premier | 139 438 | 22,38 | 8  |  |  |
| Fratelli d'Italia                         | Francesco Acquaroli ✔️ Presidente | 361 186               | 49,13 | 116 231                  | 18,66   | 7     |    |  |  |
| Forza Italia                              | Francesco Acquaroli ✔️ Presidente | 361 186               | 49,13 | 36 716                   | 5,89    | 2     |    |  |  |
| Popolari Marche - UDC                     | Francesco Acquaroli ✔️ Presidente | 361 186               | 49,13 | 14 067                   | 2,26    | 1     |    |  |  |
| Civitas Civici                            | Francesco Acquaroli ✔️ Presidente | 361 186               | 49,13 | 12 958                   | 2,08    | 1     |    |  |  |
| Movimento per le Marche                   | Francesco Acquaroli ✔️ Presidente | 361 186               | 49,13 | 5 730                    | 0,92    | –     |    |  |  |
| Seggio del presidente                     | Seggio del presidente             | Seggio del presidente | 49,13 | 1                        |         |       |    |  |  |
|                                           | Maurizio Mangialardi              | 274 152               | 37,29 | Partito Democratico      | 156 394 | 25,11 | 6  |  |  |
| Italia Viva - PSI - DemoS - Civici Marche | Maurizio Mangialardi              | 274 152               | 37,29 | 19 742                   | 3,17    | 1     |    |  |  |
| Rinasci Marche                            | Maurizio Mangialardi              | 274 152               | 37,29 | 17 268                   | 2,77    | 1     |    |  |  |
| Mangialardi Presidente                    | Maurizio Mangialardi              | 274 152               | 37,29 | 12 884                   | 2,07    | –     |    |  |  |
| Le nostre Marche e il Centro              | Maurizio Mangialardi              | 274 152               | 37,29 | 11 625                   | 1,87    | –     |    |  |  |
| Marche Coraggiose                         | Maurizio Mangialardi              | 274 152               | 37,29 | 9 270                    | 1,49    | –     |    |  |  |
| Seggio di coalizione                      | Seggio di coalizione              | Seggio di coalizione  | 37,29 | 1                        |         |       |    |  |  |
|                                           | Gian Mario Mercorelli             | 63 355                | 8,62  | Movimento 5 Stelle       | 44 330  | 7,12  | 1  |  |  |
| Seggio di coalizione                      | Seggio di coalizione              | Seggio di coalizione  | 8,62  | 1                        |         |       |    |  |  |
|                                           | Roberto Mancini                   | 16 879                | 2,30  | Dipende da Noi           | 11 834  | 1,90  | –  |  |  |
|                                           | Fabio Pasquinelli                 | 10 381                | 1,41  | Comunista!               | 8 184   | 1,31  | –  |  |  |
|                                           | Sabrina Paola Banzato             | 4 121                 | 0,56  | Vox Italia Marche        | 2 954   | 0,47  | –  |  |  |
|                                           | Anna Rita Iannetti                | 3 984                 | 0,54  | Movimento 3V             | 2 689   | 0,43  | –  |  |  |
|                                           | Alessandra Contigiani             | 1 142                 | 0,16  | Riconquistare l'Italia   | 640     | 0,10  | –  |  |  |
| Totale                                    | Totale                            | 735 200               | 100   |                          | 622 954 | 100   | 30 |  |  |
|                                           |                                   |                       |       |                          |         |       |    |  |  |
| Voti non validi                           | Voti non validi                   | 47 973                | 6,13  |                          |         |       |    |  |  |
| Votanti                                   | Votanti                           | 783 173               | 59,75 |                          |         |       |    |  |  |
| Elettori                                  | Elettori                          | 1 310 843             |       |                          |         |       |    |  |  |

- Il seggio spettante a Italia Viva (al candidato Fabio Urbinati) è stato assegnato al candidato presidente Maurizio Mangialardi, in virtù di quanto disposto dalla legge elettorale regionale A seguito di tale assegnazione, Urbinati - di fatto primo dei non eletti - ha proposto ricorso al TAR di Ancona[18] Il 15 gennaio 2021 il suo ricorso è stato respinto[19]

## Consiglieri eletti
| Collegio        | Lista                  | Lista                 | Eletto                         |
| --------------- | ---------------------- | --------------------- | ------------------------------ |
| Marche          |                        | Presidente eletto     | Francesco Acquaroli            |
| Marche          |                        | Secondo classificato  | Maurizio Mangialardi           |
| Ancona          |                        | Lega Salvini Marche   | Mirko Bilò                     |
| Ancona          | Chiara Biondi          | Lega Salvini Marche   |                                |
| Ancona          |                        | Partito Democratico   | Manuela Bora                   |
| Ancona          | Antonio Mastrovincenzo | Partito Democratico   |                                |
| Ancona          |                        | Fratelli d'Italia     | Marco Ausili                   |
| Ancona          | Carlo Ciccioli         | Fratelli d'Italia     |                                |
| Ancona          |                        | Movimento 5 Stelle    | Simona Lupini                  |
| Ancona          |                        | Rinasci Marche        | Luca Santarelli                |
| Ancona          |                        | Popolari Marche - UDC | Dino Latini                    |
| Pesaro e Urbino |                        | Lega Salvini Marche   | Mirco Carloni                  |
| Pesaro e Urbino | Luca Serfilippi        | Lega Salvini Marche   |                                |
| Pesaro e Urbino |                        | Partito Democratico   | Andrea Biancani                |
| Pesaro e Urbino | Micaela Vitri          | Partito Democratico   |                                |
| Pesaro e Urbino |                        | Fratelli d'Italia     | Francesco Baldelli             |
| Pesaro e Urbino |                        | Movimento 5 Stelle    | Marta Carmela Raimonda Ruggeri |
| Pesaro e Urbino |                        | Civitas Civici        | Giacomo Rossi                  |
| Macerata        |                        | Lega Salvini Marche   | Renzo Marinelli                |
| Macerata        | Filippo Saltamartini   | Lega Salvini Marche   |                                |
| Macerata        |                        | Partito Democratico   | Francesco Micucci              |
| Macerata        |                        | Fratelli d'Italia     | Pierpaolo Borroni              |
| Macerata        | Elena Leonardi         | Fratelli d'Italia     |                                |
| Macerata        |                        | Forza Italia          | Gianluca Pasqui                |
| Fermo           |                        | Lega Salvini Marche   | Mauro Lucentini                |
| Fermo           |                        | Partito Democratico   | Fabrizio Cesetti               |
| Fermo           |                        | Fratelli d'Italia     | Andrea Putzu                   |
| Fermo           |                        | Forza Italia          | Jessica Marcozzi               |
| Ascoli Piceno   |                        | Lega Salvini Marche   | Andrea Maria Antonini          |
| Ascoli Piceno   |                        | Partito Democratico   | Anna Casini                    |
| Ascoli Piceno   |                        | Fratelli d'Italia     | Guido Castelli                 |